# Inchiesta a Perdasdefogu
Inchiesta a Perdasdefogu è un cortometraggio documentario del 1961 diretto da Giuseppe Ferrara, prodotto dalla RAI.